# Коробки (Буринський район)
Коро́бки, — колишній хутір в Україні, у Буринському районі Сумської області. Підпорядковувався Сніжківській сільській раді.
Дата зникнення невідома.
Хутір Коробки постраждав внаслідок геноциду українського народу, проведеного урядом СССР 1932–1933, встановлено смерті 21 людини.